# Christopher Polhem
Christopher Polhammar, más conocido como Christopher Polhem o Polhammer luego de la obtención de su título nobiliario (Visby, 18 de diciembre de 1661-Estocolmo, 30 de agosto de 1751), fue un ingeniero, inventor, matemático e industrial sueco, considerado el padre de la ingeniería sueca.

## Origen
Era descendiente de una familia protestante austríaca emigrada a Suecia cuando se sucedieron las persecuciones religiosas. Estudió en la Escuela Alemana de Estocolmo y mostró tempranamente sus aptitudes para la mecánica. Sus profesores, como el físico Dryschin y el matemático Spole, le distinguieron ya en la Universidad de Upsala. 

## Obra
Al fundarse el Colegio de Minas en Estocolmo, fue llamado Polhem como profesor en 1690. Nombrado ingeniero del distrito de Falun, se reveló como inteligente explotador de sus minas. 
En 1694 emprendió un viaje de estudio por Holanda y Alemania como discípulo de la primera del célebre Huggens, de Muschenbrock, y de Buchard de Valder. Pasó a Inglaterra al siguiente año, estudiando en Oxford con el matemático John Wallis. 
En la construcción de relojes, de instrumentos y aparatos de física se dio a conocer como técnico consumado. En Francia, el gobierno le encargó la construcción de un reloj de gran tamaño para ofrecerlo al sultán de Turquía y Jorge II de Gran Bretaña, rey de Inglaterra, le llamó a Hanóver para que perfeccionase los procedimientos de extracción de las minas del macizo del Harz.